# لاك جولييت (كيبك)
لاك جولييت (بالإنجليزية: Lac-Juillet, Quebec)‏ هي منطقة غير المنظمة في كيبيك تقع في كندا في Caniapiscau Regional County Municipality. يقدر عدد سكانها بـ 26 نسمة ومساحتها 3,545.50 كم2 .